# 柚木ガオ
柚木 ガオ（ゆずき がお、1988年5月29日 - ）は、日本の漫画家・イラストレーター。青森県出身、在住。

## 作品リスト

### 連載作品
- 勇しぶ。〜勇者になれなかった俺はしぶしぶ就職を決意しました。〜（原作：左京潤、キャラクター原案：戌角柾、『ヤングガンガン』、スクウェア・エニックス）
- ののことのらと（『まんがタイムきららMAX』、芳文社）
- 黒ゆり荘の変なゐきもの。（『ヤングガンガン』、スクウェア・エニックス）
- 艦隊これくしょん -艦これ- 海色のアルトサックス（原案：「艦これ」運営鎮守府、協力：C2機関、『週刊ファミ通』、KADOKAWA Game Linkage）

### アンソロジー
- けいおん!アンソロジーコミック 4

### ゲーム原画
- 晴れときどきお天気雨（SD原画、ぱれっと、2011年）
- 初恋1/1（SD原画、tone work's、2012年）
- 執事が姫を選ぶとき（SD原画、PeasSoft、2013年）